# Péninsule de Motobu
La péninsule de Motobu (本部半島, Motobu-hantō) est une péninsule située dans le nord-ouest de l'île Okinawa au Japon.

## Géographie
La péninsule de Motobu s'étend sur les municipalités de Motobu, Nago et Nakijin. Elle est bordée par la mer de Chine orientale au nord et à l'ouest et la baie de Nago au sud. Le point culminant est le mont Yae à 453 m d'altitude.
Au large de la péninsule se trouvent les îles d'Ie, Kōri, Minna, Sesoko et Yagaji.
Le château de Nakijin est situé au nord de la péninsule.